# GMA T.33
Gordon Murray Automotive Type 33 або GMA T.33 — це спортивний автомобіль, виготовлений компанією Gordon Murray Automotive. Розроблений Гордоном Мюрреєм, T.33 є другою моделлю виробника після суперкара T.50.

## Дизайн

Дизайн GMA T.33, як стверджується, натхненний гранд-турерами 1960-х років, такими як Ferrari Dino та Lamborghini Miura. Murray використав для T.33 двомісну конфігурацію купе, кузов якої повністю виготовлений з вуглецевого волокна та встановлений на рамі з вуглецевого волокна та алюмінію. T.33 має багажне відділення об'ємом 280 літрів, розділене між переднім багажником та двома відділеннями перед задніми колесами.
T.33 оснащений тим самим двигуном Cosworth V12, що й T.50, з робочим об'ємом 3,99 літра та чотирма клапанами на циліндр. У моделі T.33 вона здатна розвивати потужність 615 к.с. (452 кВт) при 10 500 об/хв та крутний момент 451 Н⋅м при 9 500 об/хв. Потужність передається на задні колеса через стандартну 6-ступінчасту механічну коробку передач Xtrac.

## Виробництво
GMA планує виготовити 100 автомобілів для клієнтів на своєму виробничому майданчику в графстві Суррей. Вартість кожного автомобіля становить 1,37 мільйона фунтів стерлінгів до сплати місцевих податків.